# District Zapoljarny
District Zapoljarny (Russisch: Заполярный район; Zapoljarny rajon; "Transarctisch district") is een gemeentelijk district van het Russische autonome district Nenetsië, dat werd gevormd in 2005. Het district omvat heel Nenetsië, afgezien van het grondgebied van de hoofdstad Narjan-Mar. Het bestuurlijk centrum is de plaats Amderma.

## Bestuurlijke indeling
Tot het district behoren 17 selskieje poselenieja en 2 gorodskieje poselenieja; Amderma en Iskatelej.

### Selskieje poselenieja
| Naam              | Hoofdplaats       | Andere dorpen                                    |
| ----------------- | ----------------- | ------------------------------------------------ |
| Andegski          | Andeg             | Naryga                                           |
| Chorej-Verski     | Chorej-Ver        | Charjaginski                                     |
| Choseda-Chardski  | Charoeta          |                                                  |
| Joesjarski        | Karatajka         | Varnek                                           |
| Kaninski          | Nes               | Tsjizja, Mgla                                    |
| Karski            | Oest-Kara         |                                                  |
| Kolgoejevski      | Boegrino          |                                                  |
| Kotkinski         | Kotkino           |                                                  |
| Malozemelski      | Nelmin Nos        |                                                  |
| Omski             | Oma               | Vizjas, Snopa                                    |
| Pesjski           | Nizjnjaja Pesja   | Beloesjje, Verchnjaja Pesja, Volokovaja, Volonga |
| Poestozjorski     | Oksino            | Chongoerej, Kamenka                              |
| Primorsko-Koejski | Krasnoje          | Koeja, Oskolkovo, Tsjernaja                      |
| Sjoinski          | Sjojna            | Kia                                              |
| Telvisotsjny      | Telviska          | Makarovo, Oestje                                 |
| Timanski          | Indiga            | Vyoetsjejski                                     |
| Velikovisotsjny   | Velikovisotsjnoje | Labozjskoje, Pylemets, Tosjviska, Sjtsjelino     |